# 鳩茲之戰
鳩茲之戰，又称“衡山之战”或“鸠兹衡山之战”，發生於前570年，吳國與楚國之間的一場戰爭。
前570年，楚國令尹子重領兵討伐吳國，攻克鳩茲，軍至衡山，子重先行凱旋回國，大宴慶賀。派遣部下鄧廖率領組甲車兵三百、被練步兵三千吳軍繼續侵略吳國。
吳軍在此時反攻，大敗楚軍，俘獲將軍鄧廖，楚軍只剩組甲八十、被練三百回國。三日後，吳軍討伐楚國，取去良邑駕地。楚人於是歸咎於子重，子重因此遇心病而亡。